# Moon Boots
『Moon Boots』（ムーンブーツ）は日本のロックバンド・Bird Bear Hare and Fishの1枚目のアルバム。2018年9月5日に発売。発売元はSME Records。

## 概要
2016年にその活動を終了したGalileo Galileiとそのサポートメンバーによって新たに結成されたバンドによるデビューアルバム。
アルバムはバンドと、Galileo Galileiのアルバム『ALARMS』、『See More Glass』の共同プロデュースを行なっていた、POP ETCのプロデュースにより制作。POP ETCはこのアルバムに伴うツアー東京公演にゲスト出演。
5月に発表されたデビューシングル「ページ / 次の火」やセカンドシングル「ライカ」の他、新曲を9曲追加し、全12曲を収録。完全生産限定盤として9月26日にアナログ盤も発売。
アートワークは2枚のシングルに引き続き、サンディエゴのコラージュアーティスト、Andrew McGranahanが手がけている。
Billboard JAPANの2018年9月17日付「Top Albums Sales」によると、1,561枚を売り上げ29位にランクインした。

## 収録内容
完全生産限定盤はアナログレコード2枚組仕様となっている。
| 全作詞・作曲: 尾崎雄貴、全編曲: Bird Bear Hare and Fish & POP ETC（「次の火」のみBird Bear Hare and Fish）。 |                    |          |            |      |
| # | タイトル           | 作詞     | 作曲・編曲 | 時間 |
| 1. | 「ウクライナ」     | 尾崎雄貴 | 尾崎雄貴   | 3:51 |
| 2. | 「ライカ」         | 尾崎雄貴 | 尾崎雄貴   | 3:46 |
| 3. | 「ダッシュボード」 | 尾崎雄貴 | 尾崎雄貴   | 3:40 |
| 4. | 「レプリカント」   | 尾崎雄貴 | 尾崎雄貴   | 4:32 |
| 5. | 「Hearts」         | 尾崎雄貴 | 尾崎雄貴   | 3:21 |
| 6. | 「夏の光」         | 尾崎雄貴 | 尾崎雄貴   | 3:30 |
| 7. | 「ページ」         | 尾崎雄貴 | 尾崎雄貴   | 3:43 |
| 8. | 「Wake Up」        | 尾崎雄貴 | 尾崎雄貴   | 4:05 |
| 9. | 「Different」      | 尾崎雄貴 | 尾崎雄貴   | 3:41 |
| 10. | 「骨の音」         | 尾崎雄貴 | 尾崎雄貴   | 4:54 |
| 11. | 「次の火」         | 尾崎雄貴 | 尾崎雄貴   | 4:56 |
| 12. | 「Work」           | 尾崎雄貴 | 尾崎雄貴   | 4:53 |
| 合計時間: | 合計時間:          | 48:58    |            |      |

### 初回生産限定盤
初回生産限定盤にはブルーレイディスクが付属する。
1. ダッシュボード Live Music Video
2. ページ Music Video
3. ライカ Music Video

### 楽曲について
- ページ
- 次の火
1作目の先行シングル。2018年5月2日にCDが発売された。
「ページ」はミュージックビデオが存在する。監督は「ライカ」と同じくMitch Nakano。
- ライカ
2作目の先行シングル。2018年8月8日にCDが発売された。
テレビ東京系アニメ「BORUTO-ボルト- -NARUTO NEXT GENERATIONS-」エンディングテーマに起用された。
ミュージックビデオが存在する。監督は「ページ」と同じくMitch Nakano。
- ウクライナ
- Work
3、4作目の先行シングル。2018年8月20日に配信が開始された。
「Work」はリリックビデオが存在する。アルバム発売日にソニーミュージックの公式YouTubeチャンネルにて公開された。
- Different
2018年8月29日、AIR-G'（FM北海道）「イマリアル」にてオンエアが解禁された。
- Wake Up
2018年8月30日、TOKYO FM「FESTIVAL OUT」にてオンエアが解禁された。

## 制作クレジット

### アルバムクレジット
- レコーディングエンジニア：鶴羽宏一、尾崎雄貴、尾崎和樹
レコーディングスタジオ：芸森スタジオ（北海道）
- マスタリングエンジニア：スティーブ・ファローン
マスタリングスタジオ：スターリングサウンド（ニューヨーク）
- サウンドディレクション：中山賢一
- アートワーク：アンドリュー・マクグラナハン

### 楽曲ごとのクレジット
- レプリカント
Hearts
夏の光
骨の音
Work
ミックスエンジニア：アンドリュー・ドーソン
スタジオ：SoundEQ Studios（ロサンゼルス）
- ページ
次の火
ミックスエンジニア：マイク・クロッシー
スタジオ：Ranch Studios（ロサンゼルス）
- ウクライナ
ライカ
ダッシュボード
Wake Up
Different
ミックスエンジニア：ブライアン・フィリップス
- レプリカント
骨の音
ボーカル参加：Milet
- Work
ボーカル参加：クリストファー・チュウ（POP ETC）